# République bananière

En bleu, les États-Unis, en rouge les États contrôlés par l'United Fruit Company.

Une république bananière est un pays peu développé, dont l'économie repose typiquement sur la seule production de bananes, et dirigé par une ploutocratie autoritaire mise en place, aidée ou soutenue par des grandes multinationales de l'agroalimentaire, la principale étant la United Fruit Company. Par extension, l'expression est utilisée pour qualifier, de manière polémique ou satirique, toute forme de régime politique considérée comme autoritaire, dictatorial ou corrompu et qui doit son existence aux services qu'il offre aux multinationales d'un pays riche, voire toute accusation de corruption ou de dysfonctionnement politique.

## Définition

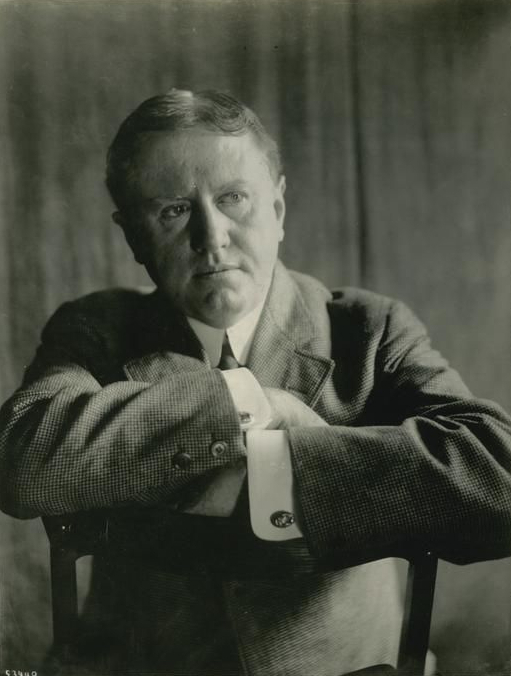
O. Henry, créateur de l'expression.

L'expression apparaît dans un sens politique en 1904 sous la plume de l'écrivain américain O. Henry, qui vit alors au Honduras, en s'inspirant de l'entreprise américaine United Fruit Company. Il décrit le Honduras comme « une petite république bananière maritime » (en anglais « a small, maritime banana republic »).
La United Fruit Company corrompait les gouvernements des pays d'Amérique latine, limitant la redistribution des terres et s'assurant ainsi l'acquisition de celles qui l'intéressaient pour cultiver les fruits exotiques dont la banane. Sam Zemurray, le président de United Fruit, le reconnaissait volontiers : « Au Honduras, il est moins cher d’acheter un député qu’une mule ! ».
En 1928, lors du massacre des bananeraies, l'entreprise fait ouvrir le feu sur des travailleurs grévistes à Ciénaga en Colombie.
En 1954, la firme appuie la CIA au Guatemala pour renverser par un coup d'État Jacobo Arbenz qui plaidait pour la redistribution des terres, ce qui aurait nui aux intérêts commerciaux de l'entreprise.
Dès cette époque, la United Fruit Company, grand producteur américain de bananes, finança et ordonna pendant environ 50 ans des coups d'État en Amérique centrale pour mieux conduire ses activités. Parmi les pays où la United Fruit Company était implantée, notons Cuba, la Colombie, le Costa Rica, le Honduras et le Panama.

### Par extension

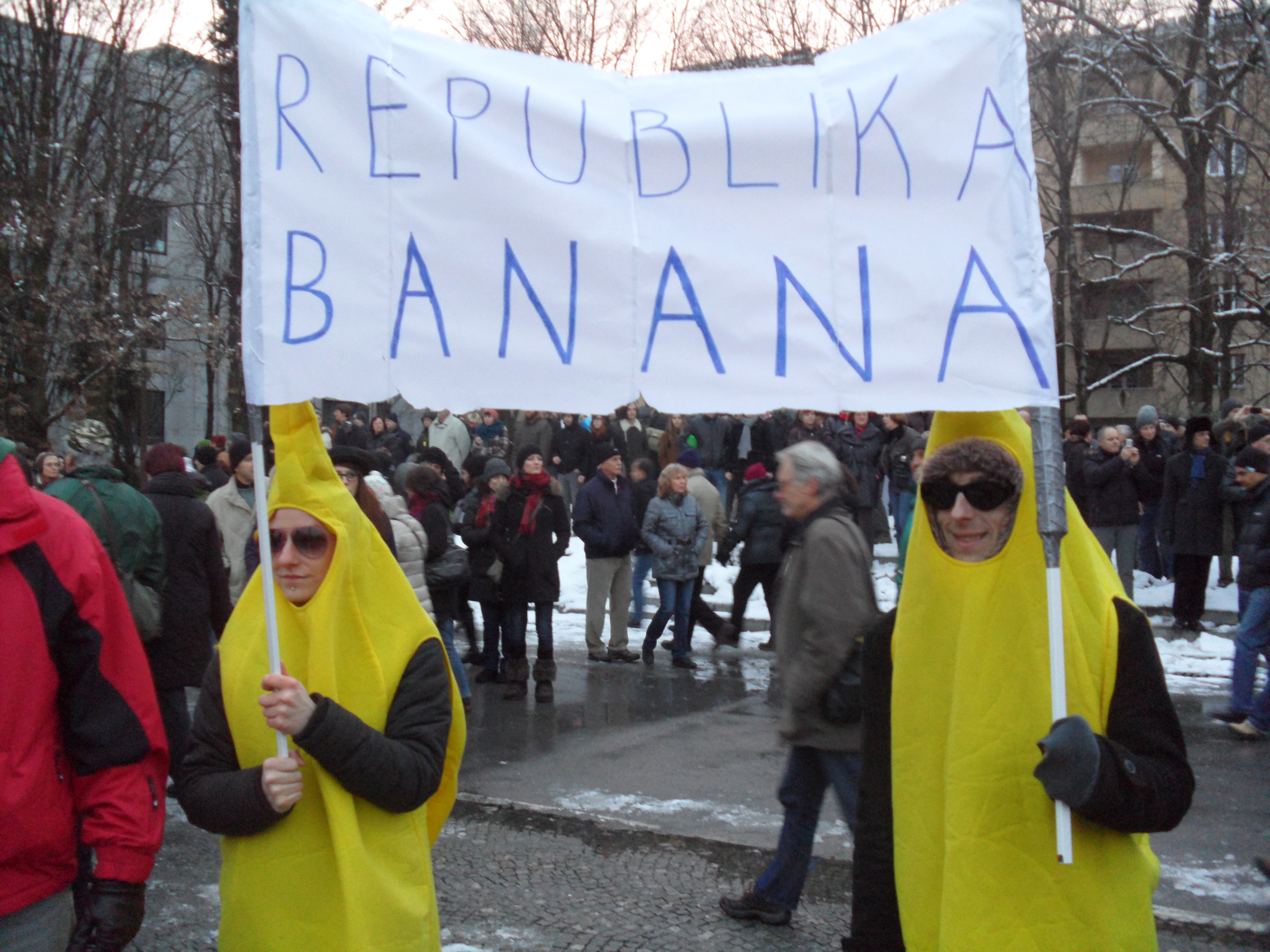
À Ljubljana, des manifestants contre l'élite politique slovène, dénonçant une république bananière.

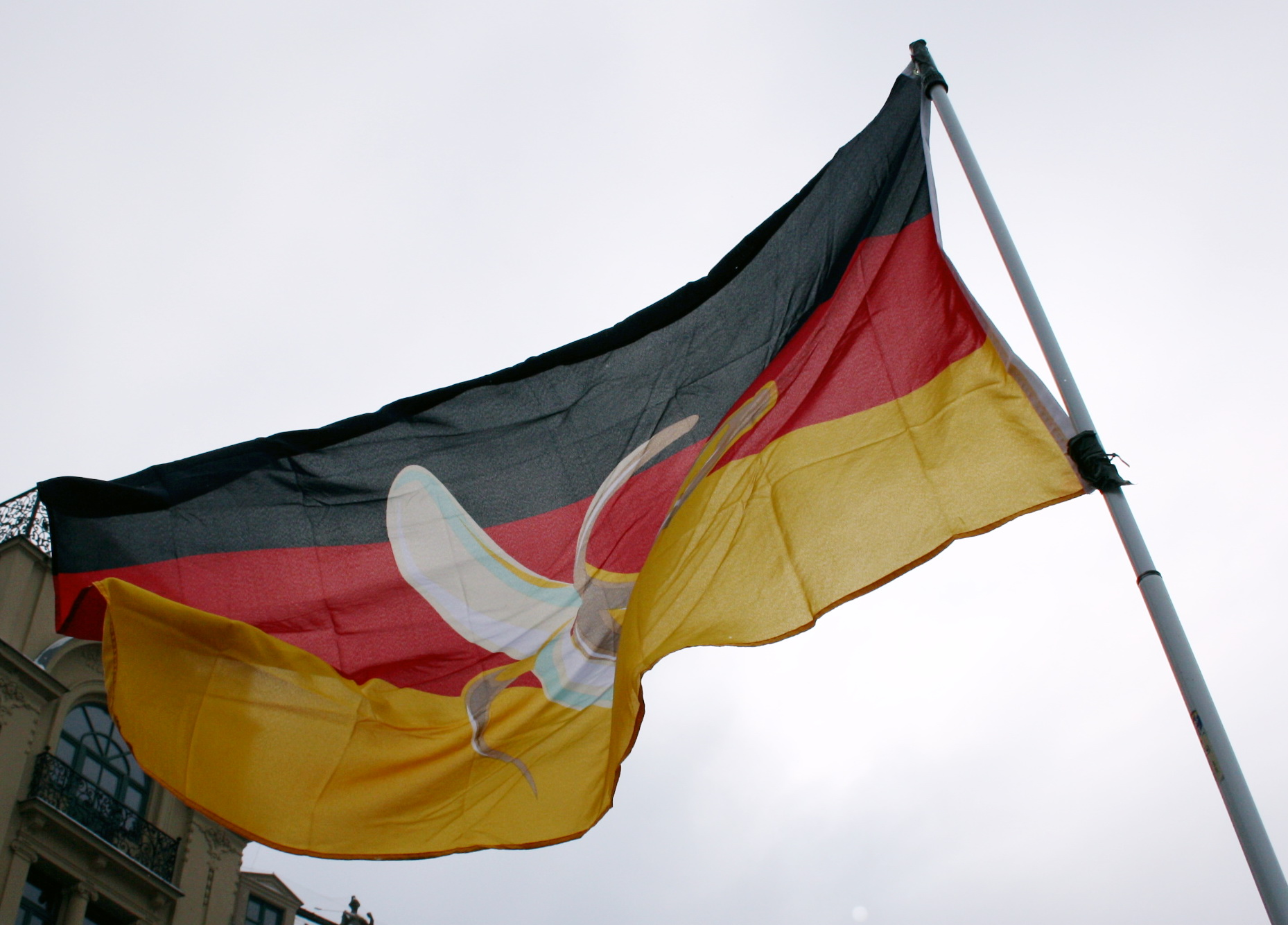
Drapeau satirique dénonçant l'hypocrisie des commissaires européens négociateurs de l'Accord commercial anticontrefaçon. Il représente une banane demi-épluchée en superposition sur le drapeau allemand.

Le terme république bananière est utilisé par extension et ne désigne plus uniquement des États dont l'économie repose sur l'exportation de fruits exotiques. Dans un but polémique, il sert à dénoncer des faits de corruption ou de dysfonctionnements du système politique.
En France, l'expression « République bananière » est parfois utilisée pour déplorer les cas de corruptions et de scandales politiques, notamment ceux qui ont un lien avec la « Françafrique »,,.
En 2009, le Président Nicolas Sarkozy est contraint de revenir sur sa décision de nommer son fils Jean Sarkozy à la tête de l'EPAD , une société d'économie mixte immobilière gérant le quartier d'affaires de La Défense. Le facteur déclenchant de cette décision est une manifestation contre ce qui est considéré — y compris dans son propre parti — comme un cas de népotisme caractérisé, manifestation au cours de laquelle des milliers de gens défilent sur le parvis de La Défense avec une banane collée à l'oreille en guise de téléphone portable, dénonçant ainsi des mœurs politiques jugés dignes d'une république bananière.
À la suite de l'assaut du Capitole par des partisans de Donald Trump, plusieurs personnes, dont l'ancien président George W. Bush, ont comparé ces comportements à ceux d'une république bananière. Mike Pompeo, chef de la diplomatie, a réfuté ces critiques,,.

## Culture populaire
L'épisode La Conga des bananes dans l'album Corto toujours un peu plus loin des aventures de Corto Maltese relate, en 1917 au Honduras britannique, une révolution contre les compagnies bananières et les interventionnistes « de l'Union ».
L'album Tintin et les Picaros présente une guérilla au San Theodoros, pays fictif d'Amérique latine, armée par l'International Banana Company, une référence à la United Fruit Company,.
Le roman Cent ans de solitude de Gabriel García Márquez décrit des bananeraies et des exactions de l'entreprise qui en a la charge, inspirées de l'histoire de la Colombie.
Le roman Tiempos recios de Mario Vargas Llosa traite également de la United Fruit Company et de ses changements de gouvernement.